# Let Me Up (I've Had Enough)
Let Me Up (I've Had Enough) (estilizado na capa com aspas) é o sétimo álbum de estúdio da banda americana Tom Petty and the Heartbreakers, lançado em 1987. Ele apresenta as colaborações mais compostas entre Petty e o guitarrista Mike Campbell em qualquer álbum da banda. É também o primeiro álbum a não apresentar o então ex-baixista Ron Blair em nenhuma faixa. 
A abordagem dos Heartbreakers, quando começou a trabalhar no álbum em 1986, era fazer parecer uma gravação ao vivo. Essa técnica contrasta marcadamente com a pesada produção de estúdio do álbum anterior da banda, Southern Accents, e foi influenciada pela turnê como a banda de apoio de Bob Dylan. 
Let Me Up (I've Had Enough) também é notável por ser o único álbum de estúdio anterior não representado no álbum Greatest Hits de Petty, em 1993, mesmo que o single " Jammin 'Me " (co-escrito com o colega Traveling Wilbury Bob Dylan ) tenha sido número 1 no Mainstream Rock Tracks por quatro semanas e # 18 no Hot 100 . "Jammin 'Me" foi incluído mais tarde na coletânea Anthology: Through the Years . 

## Recepção
O álbum recebeu críticas positivas da crítica. Stephen Thomas Erlewine, da Allmusic, descreveu o álbum como "o álbum mais simples desde Hard Promises ". No entanto, ele também afirmou que Let Me Up (I've Had Enough) estava "cheio de pontas soltas, fragmentos de músicas e produções não envernizadas, é um álbum desafiadoramente bagunçado e é melhor para ele". 

## Lista de músicas
Todas as músicas escritas por Tom Petty, exceto onde indicado. 
Lado A
1. "Jammin' Me" (Petty, Bob Dylan, Mike Campbell) - 4:09
2. "Runaway Trains" (Petty, Campbell) - 5:13
3. "The Damage You've Done" - 3:53
4. "It'll All Work Out" - 3:11
5. ""My Life/Your World" (Petty, Campbell) - 4:40

Lado B
1. "Think About Me" - 3:45
2. "All Mixed Up" (Petty, Campbell) - 3:42
3. "A Self-Made Man" - 3:02
4. "Ain't Love Strange" - 2:40
5. "How Many More Days" - 3:18
6. "Let Me Up (I've Had Enough)" (Petty, Campbell) - 3:31

## Pessoal
Tom Petty and the Heartbreakers
- Tom Petty - vocal e backing vocal, guitarra (acústica, elétrica, 12 cordas, baixo), produção
- Mike Campbell - guitarras (chumbo, 12 cordas, acústico, baixo, ressonador, slide), koto, teclados, dulcimer, bandolim, ukulele, percussão, produção, engenheiro
- Benmont Tench - pianos acústicos e elétricos, órgãos Hammond e Vox, vibrafone, sintetizador
- Howie Epstein - baixo, vocal de apoio
- Stan Lynch - bateria, percussão

Pessoal adicional
- Annalisa - fotografia
- Bruce Barris - engenheiro assistente
- Nick Basich - engenheiro assistente
- Paul Chinn - fotografia
- Mark Desisto - engenheiro assistente
- Mick Haggerty - design, arte
- Bob Ludwig - masterização
- Don Smith - engenheiro
- Mike Shipley - mixagem
- Andy Udoff - engenheiro assistente
- Alan Weidel - engenheiro assistente
- Shelly Yakus - engenheiro de overdub